# Rață fluierătoare ciliană
Rața fluierătoare ciliană (Mareca sibilatrix) este una dintre cele cinci specii existente din genul Mareca al subfamiliei rațelor. Această pasăre este originară din partea de sud a Americii de Sud, inclusiv din arhipelagul Chiloé⁠(d). Epitetul său specific, sibilatrix, înseamnă „fluierătoare", referindu-se la șuieratul păsării. 